# Jeonnam Yeonggwang FC
Jeonnam Yeonggwang FC (kor.전남 영광 FC), klub piłkarski z Korei Południowej, z miasta Yeonggwang, występujący w K3 League (3. liga) od 2010.